# Сикули
Сикулите (на латински: Siculi; на гръцки: Σικελοί) са индоевропейски народ, населявал през желязната епоха източната част на остров Сицилия, който носи тяхното име.
Някои автори идентифицират сикулите с един от морските народи - шекели (шекелеш), споменати в египетски извори.
Сикулите са споменати е в Омировата „Одисея“. Езикът им е слабо познат, но се класифицира като индоевропейски. По време на Гръцката колонизация сикулите са постепенно асимилирани, но до V век пр. Хр. има сведения за самостоятелното им съществуване.